# Стационе Рока ди Фонди (Ријети)
Стационе Рока ди Фонди је насеље у Италији у округу Ријети, региону Лацио.
Према процени из 2011. у насељу је живело 79 становника. Насеље се налази на надморској висини од 704 м.